# A-54 (Spanje)

De A-54

De A-54 of Autovía Lugo-Santiago de Compostela is een snelweg in Galicië. De snelweg moet op termijn Lugo (A-6) met Santiago de Compostela verbinden over een afstand van 93,4 kilometer. 65,3 kilometer van de A-54 werden al aangelegd. Op 3 februari 2025 werd 13 kilometer extra geopend tussen Palas de Rei en Melide.